# Aralume
Aralume é o segundo disco do grupo nordestino de música instrumental Quinteto Armorial. Foi lançado em formato LP em 1976 pelo selo Marcus Pereira.

## Faixas
| Lado A | |                        |         |  |
| N.º    | Título | Compositor(es)         | Duração |  |
| 1.     | "Lancinante" | Antônio José Madureira | 3:35    |  |
| 2.     | "Improviso" | Antônio José Madureira | 3:16    |  |
| 3.     | "O Homem da Vaca e o Poder da Fortuna - 3.1 - "Abertura" - 3.2 - "A Preguiça" - 3.3 - "A Troca dos Bichos" - 3.4 - "Ironia ao Rico"" | Antônio José Madureira | 7:39    |  |

| Lado B         |                               |                             |         |  |
| N.º            | Título                        | Compositor(es)              | Duração |  |
| 4.             | "Aralume"                     | Antônio José Madureira      | 4:03    |  |
| 5.             | "Reisado"                     | Egildo Vieira do Nascimento | 3:39    |  |
| 6.             | "Guerreiro"                   | Antônio José Madureira      | 4:59    |  |
| 7.             | "Ponteado"                    | Antônio José Madureira      | 3:52    |  |
| 8.             | "Chamada e Marcha Caminheira" | Egildo Vieira do Nascimento | 3:28    |  |
| Duração total: | Duração total:                | Duração total:              | 34:28   |  |

## Créditos Musicais
- Antônio José Madureira - Viola caipira
- Egildo Vieira do Nascimento - Pífano e Flauta
- Antônio Nóbrega - Rabeca e Violino
- Edison Eulálio Cabral - Violão
- Fernando Torres Barbosa - Percussão